# Marcus Shirock

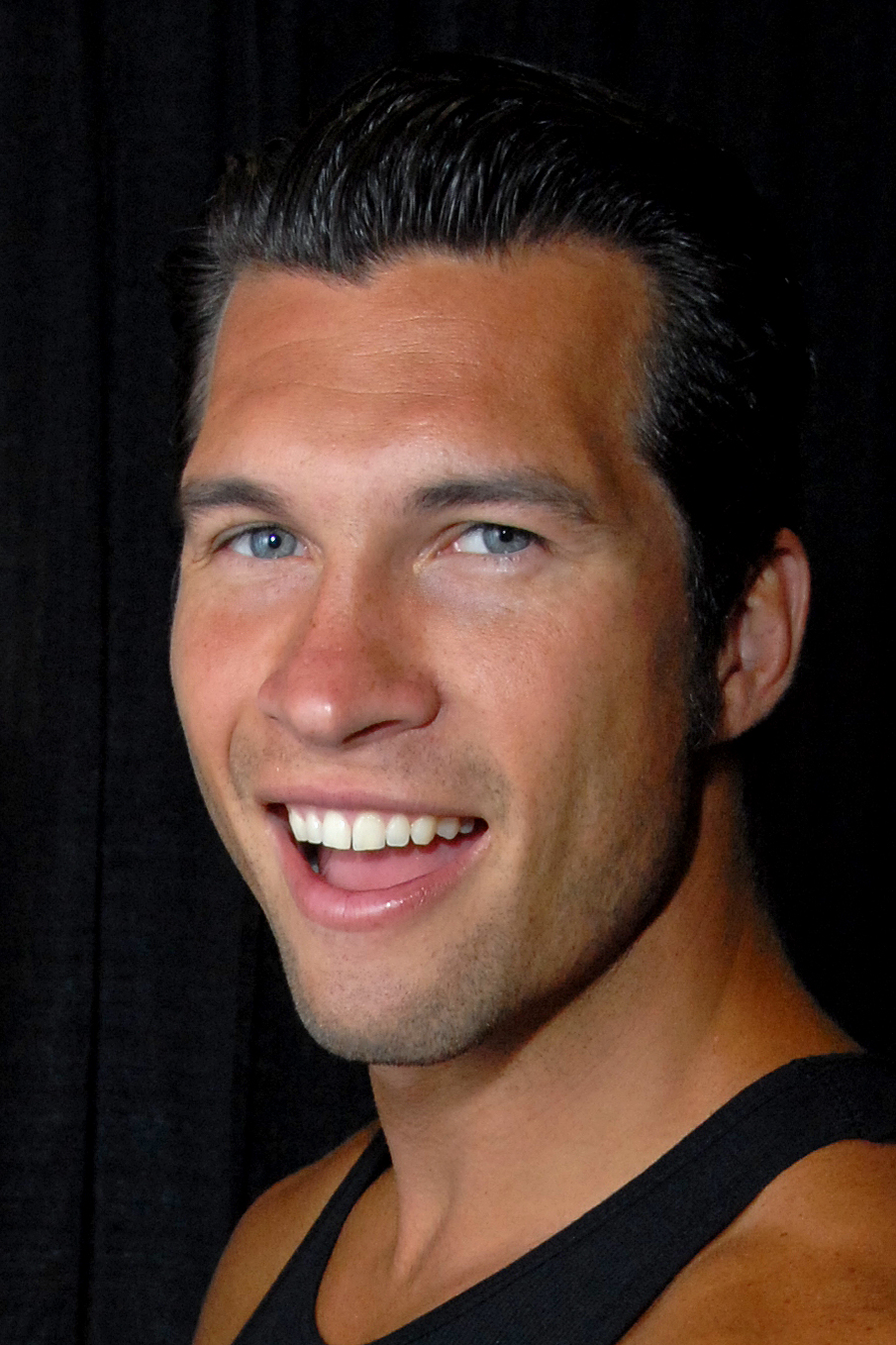
Marcus Shirock (2008)

Marcus Shirock (* 15. September 1975 in Washington, D.C.) ist ein US-amerikanischer Schauspieler und Synchronsprecher.

## Leben
Shirock wurde am 15. September 1975 in Washington, D.C. geboren. Vom Juli 1994 bis zum Juli 1998 diente er für insgesamt vier Jahre beim United States Marine Corps und war Mitglied der dortigen Improvisationstheatergruppe. Von 2004 bis 2008 erlangte er am Santa Monica College seinen Bachelor-Abschluss. Er fungierte als Manager des Wrestlers Sasha Darevko während der Championship Wrestling from Hollywood.
Bereits im Kindesalter gab Shirock als Kinderdarsteller sein Filmdebüt in einer Nebenroller als kleiner Junge, der an einem Pool spielt, 1983 im Film Scarface. Gegen Ende seiner Militärlaufbahn folgten kleinere Rollen etwa 1997 in The Small Hours sowie 1998 in Goodbye Lover. Anfang der 2000er erhielt er mehrere Besetzungen als Synchronsprecher für Computerspiele mit Spider-Man-Bezug, ehe er 2002 in dem gleichnamigen Film mit Tobey Maguire in der titelgebenden Hauptrolle auch in einem Film innerhalb dieses Franchise mitspielte. 2013 war er in dem Film Home Invasion – Dieses Haus gehört mir in der Rolle des Deputy Stentson zu sehen. Im Folgejahr war er im B-Movie-Fernsehfilm American Warship 2 als Kapitän Haynes zu sehen. 2014 stellt er in Hercules Reborn die Rolle des Cyrus dar.

## Filmografie (Auswahl)
- 1983: Scarface
- 1997: The Small Hours
- 1998: Goodbye Lover
- 2000: Charmed – Zauberhafte Hexen (Charmed, Fernsehserie, Episode 2x09)
- 2001: Angel – Jäger der Finsternis (Angel, Fernsehserie, Episode 2x17)
- 2001: Women of the Night
- 2002: Spider-Man
- 2006: The Legend of Simon Conjurer
- 2012: White Mule (Kurzfilm)
- 2013: Desdichado (Kurzfilm)
- 2013: Home Invasion – Dieses Haus gehört mir (Foreclosed)
- 2014: Android Cop
- 2014: American Warship 2 (Bermuda Tentacles, Fernsehfilm)
- 2014: A Winter Rose
- 2014: Hercules Reborn
- 2016: Championship Wrestling from Hollywood (Fernsehserie, Episode 6x22)
- 2020: Frank and Ava
- 2022: Vampfather

## Synchronisationen (Auswahl)
- 2000: Spider-Man (Computerspiel)
- 2000: Project I.G.I. (Computerspiel)
- 2001: Spider-Man 2: Enter Electro (Computerspiel)
- 2002: Spider-Man (Computerspiel)